# BlazBlue: Calamity Trigger
BlazBlue: Calamity Trigger (ブレイブルー カラミティ トリガー, Bureiburū: Karamiti Torigā) é um jogo eletrônico de luta desenvolvido pela Arc System Works. O nome do jogo é uma junção de "incêndio" e "azul", com o "z" sendo o som omitido na pronúncia japonesa, tornando-a semelhante à palavra "valente" na pronúncia.
O jogo foi lançado para o sistema de placa Taito Type X2 arcade, com um formato de tela de 16:9 e resolução de 768p. Foi lançado no Japão em 19 de novembro de 2008 e em 20 de novembro de 2008 nos Estados Unidos. Para os consoles domésticos japoneses, PlayStation 3 e Xbox 360, foi lançado apenas em 25 de junho de 2009. A versão para PC do jogo, foi anunciada para ser lançada, no Japão, em 26 de agosto de 2010. A versão europeia foi lançada em 20 de agosto de 2010.
Uma versão portatil para o PlayStation Portable, intitulada BlazBlue Portable (ブレイブルー ポータブル, Bureiburū Pōtaburu), foi lançada em 25 de fevereiro de 2010 no Japão. A versão para PC, também no Japão, foi lançada em 20 de agosto de 2010 e na Europa em 26 de agosto de 2010.
A versão de PC é uma conversão direta da versão para Xbox 360, e contém compatibilidade entre plataformas através do serviço Games for Windows - Live. A sequência do próximo episódio da história com novos personagens e conteúdos, intitulada BlazBlue: Continuum Shift (ブレイブルー コンティニュアム シフト, Bureiburū: Kontinyuamu Shifuto) também foi lançada para o Arcade, PlayStation 3 e Xbox 360.

## Jogabilidade
BlazBlue é um jogo de luta em 2D tradicional, aonde dois personagens participam de um duelo. Uma rodada é chamada de "rebel" e um jogo pode consistir de um a cinco "rebels". Para se vencer uma partida, o jogador deve incapacitar seu oponent, seja reduzindo totalmente sua barra de vida, ou então reduzindo-a o suficiente para sair vitorioso no limite de tempo (dependendo das regras aplicadas no combate). Cada personagem tem um tipo de estratégia para ser usado, cabendo ao jogador descobrí-la para desencadear inúmeras sequências de golpes.

## Recepção
As versões para console do jogo receberam críticas positivas, com uma pontuação de 88% na Game Rankings e 88% na Metacritic. Apesar da lista de lutadores ser pequena, a profundidade do jogo foi bastante elogiada, sendo considerada a lista de táticas de combate exercidas pelos personagens do elenco vastas e distintas. A trama de BlazBlue também foi bem recebida, sendo considerada única entre as histórias já sem brilho de outros jogos de luta.
Ambas as versões para console do jogo estrearam no top 10 dos rankings de vendas japonesas durante a semana de lançamento. A versão para PlayStation 3 ficou na 5ª posição, com 34.000 unidades vendidas. A versão para Xbox 360 ficou na 6ª posição, com 25.000 unidades vendidas.
Em 2009, BlazBlue: Calamity Trigger foi indicado para o prêmio "Melhor jogo de luta do ano", mas acabou perdendo para o jogo Street Fighter IV.